# Nové Hrady (Boêmia do Sul)
Nové Hrady é uma cidade checa localizada na região da Boêmia do Sul, distrito de České Budějovice.